# Le Meix-Saint-Epoing
Le Meix-Saint-Epoing is een gemeente in het Franse departement Marne (regio Grand Est) en telt 222 inwoners (1999). De plaats maakt deel uit van het arrondissement Épernay.

## Geografie
De oppervlakte van Le Meix-Saint-Epoing bedraagt 11,4 km², de bevolkingsdichtheid is 19,5 inwoners per km².
De onderstaande kaart toont de ligging van Le Meix-Saint-Epoing met de belangrijkste infrastructuur en aangrenzende gemeenten.

## Demografie
Onderstaande figuur toont het verloop van het inwonertal (bron: INSEE-tellingen).